# S láskou, Vaše Hilde
S láskou, Vaše Hilde (německy In Liebe, Eure Hilde) je německé historické filmové drama z roku 2024 od režiséra Andrease Dresena.

## Příběh
Historický snímek podle skutečných událostí z roku 1942 přibližuje osudy Hilde Coppi (Liv Lisa Fries), která se jako studentka medicíny v Berlíně přidala do protinacistického odbojového hnutí, skupiny Rudá kapela. Tam se Hilde seznámila s Hansem Coppim (Johannes Hegemann), svým budoucím manželem. Společně strávili romantické léto navzdory nebezpečí, které provázely jejich odbojové aktivity. Oba byli následně zajati gestapem. Hilde nastoupila do ženské věznice v Barnimstrasse už těhotná. Mezitím odsoudili a popravili jejího muže Hanse, jí dávalo těhotenství a mateřství naději a sílu smířit se s vlastním osudem.

## Vznik filmu

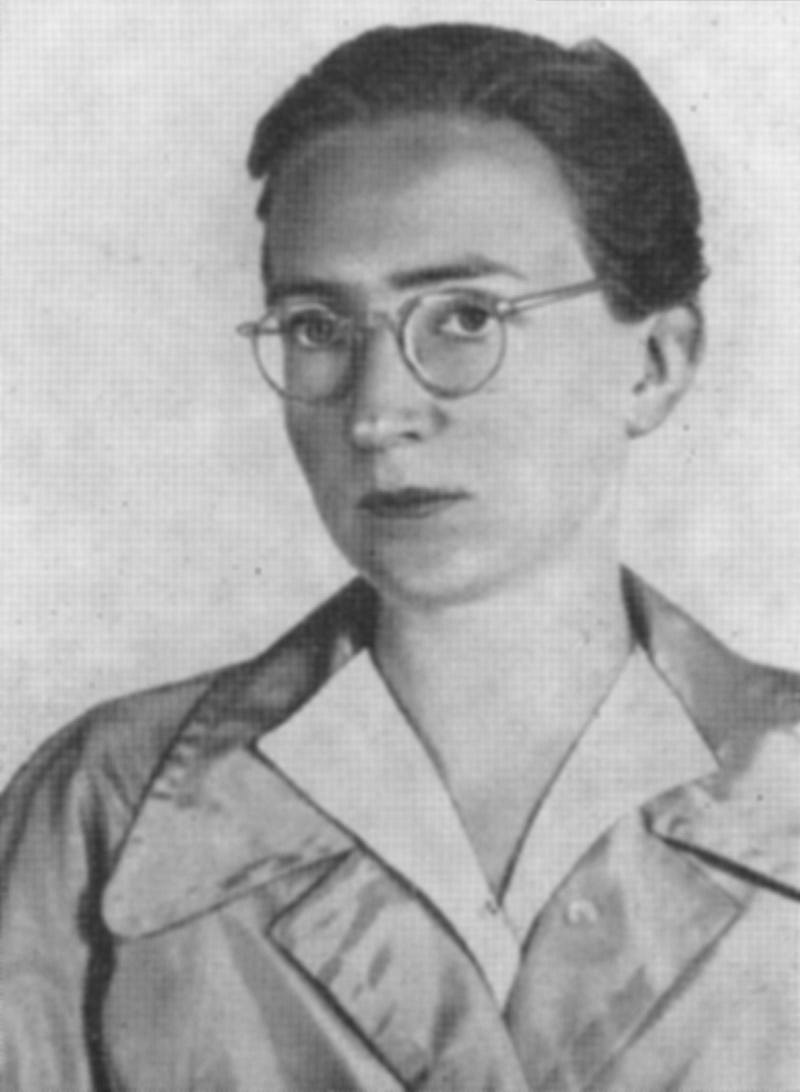
Hilde Coppi

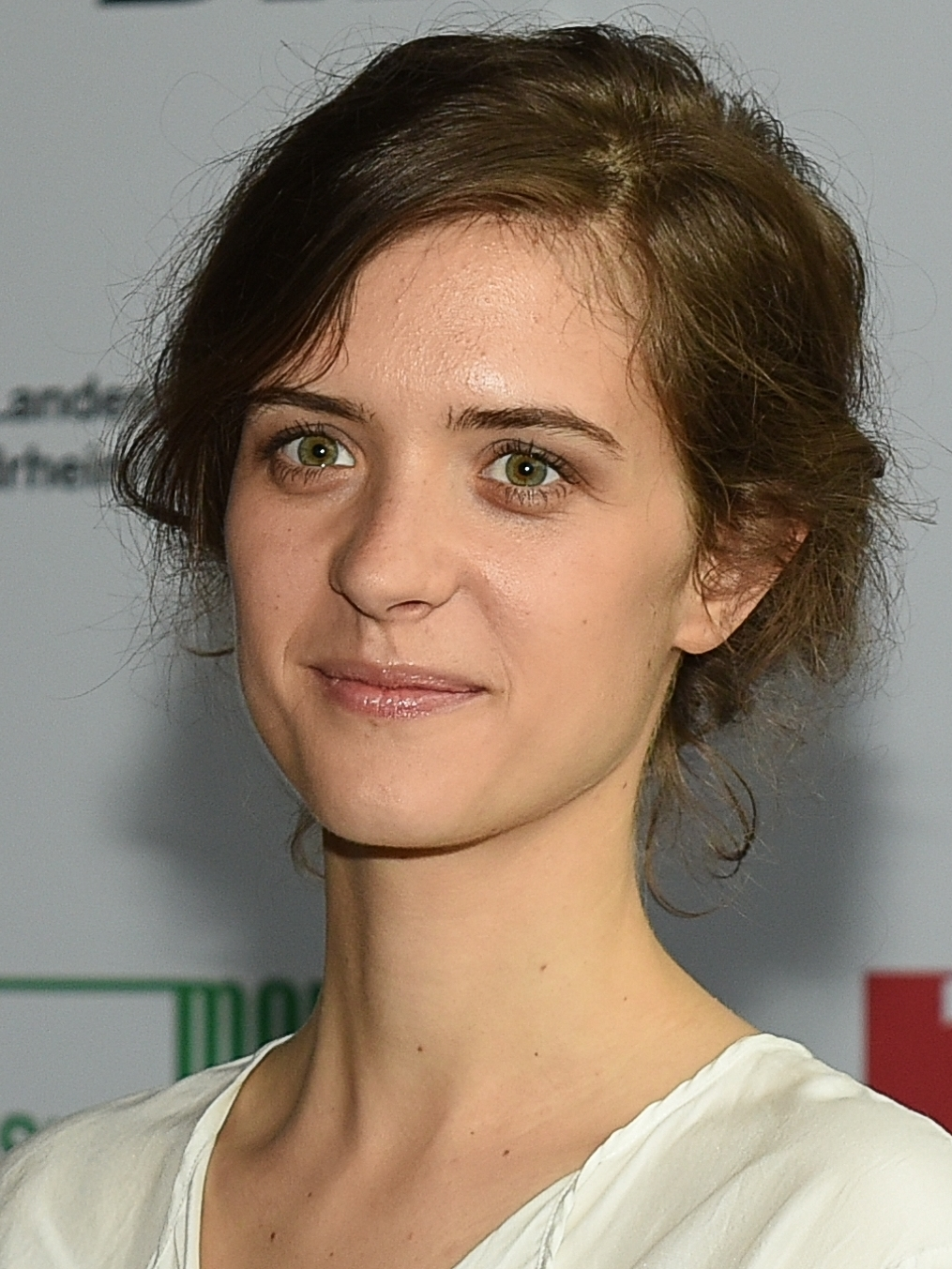
Liv Lisa Fries jako představitelka Hilde Coppi

Snímek napsal režisér filmu Andreas Dresen (Láska na grilu, Sedmé nebe, Whiskey s vodkou, Konečná uprostřed cesty) společně s dvorní scenáristkou Lailou Stieler. Produkovala jej společnost Pandora Film Produktion's Claudii Steffen a Christopha Friedela, společně se společnostmi Leuchtstoff (RBB a Medienboard Berlin) a Ziegler Film GmbH & Co. KG. a Dresenovou firmou Iskremas Filmproduktion GmbH. Do hlavní role byla v květnu 2022 obsazena Liv Lisa Fries, která v té době dokončovala čtvrtou sérii Babylon Berlín. Natáčení probíhalo v rozmezí srpna a října 2022 na lokalitách Potsdam, Groß Köris, Ketzin-Schmergow, and Krahnepuhl v Berlíně a Braniborsku.

## Uvedení
Film měl premiéru na festivalu Berlinale v roce 2024, kde soutěžil také o cenu Zlatého mědvěda. Do českých kin snímek uvedla distribuční společnost Film Europe. 

## Obsazení
| Liv Lisa Fries    | Hilde Coppi     |
| Johannes Hegemann | Hans Coppi      |
| Lisa Wagner       | Annelise Kühn   |
| Sina Martens      | Libs            |
| Alexander Scheer  | Harald Poelchau |